# Jana Kocianová
Jana Kocianová (Sasvár, 1946. június 8. – 2018. szeptember 23.) szlovák énekesnő.

## Slágerei
- Kadiaľ ísť (1971, a (Where Do I Begin?) Love Story Andy Williams dal szlovák változata)
- Zahoď starosti (1972)
- Každý deň (1975)
- Ja tu zostanem (1975)
- Pár nôt (1976)

## Diszkográfia
- Jana Kocianová (1973)
- Večná hra (1974)
- Každý deň (1975)
- Éj, srdénko moje (1977)
- Zrkadlá (1980)
- Sklíčka dávnych stretnutí (1983)
- Káli Rosita - Jana Kocianová, Ján Berky-Mrenica (hrá Ľudová hudba Jána Berkyho-Mrenicu) (1988)
- Každý deň (1994)
- Spiritual from The Heart (1994)
- Ja tu zostanem (1996)
- Evanjelium - Jana Kocianová, Ján Sucháň & Close Harmony Friends (1999)
- Idem domov - Ľubo Virág a Jana Kocianová - Fantasy orchestra Ladislava Riga (2001)
- Oh When The Saints Go Marchin In (2001)
- 20 NAJ (2006)
- Pár nôt (2007)
- Otče náš - Ján Sucháň & Jana Kocianová  (2009)
- Jana Kocianová, Každý deň (2012)